# Agence Acapulco
Pour les articles homonymes, voir Acapulco (homonymie).
Agence Acapulco (Acapulco H.E.A.T.) est une série télévisée franco-américaine en 48 épisodes de 42 minutes, créée par Max A. Keller et Micheline H. Keller et diffusée entre le 28 septembre 1993 et le 14 avril 1996 en syndication.
En France, la série a été diffusée en 1994 d'abord sur Série Club, puis à partir du 12 novembre 1994 tous les samedis à la suite de l'émission La Saga des séries sur M6.

## Historique
La série ne devait durer qu'une saison, mais une suite fut tournée en 1996 à destination du marché européen. La seconde saison ne sera diffusée aux États-Unis qu'à partir de 1998.

## Synopsis
Cette série met en scène l'Hemisphere Emergency Action Team (H.E.A.T.), une agence des services secrets basée à Acapulco, spécialisée dans la lutte contre le terrorisme.

## Distribution
- Catherine Oxenberg (VF : Emmanuèle Bondeville) : Ashley Hunter-Coddington
- Brendan Kelly (VF : Nicolas Marié) : Mike Savage
- Alison Armitage (VF : Francine Lainé) : Catherine « Cat » Avery Pascal
- Holly Floria (VF : Martine Irzenski) : Krissie Valentine
- Randy Vasquez (VF : William Coryn) : Marcos Chavez
- Michael Worth (VF : Emmanuel Curtil) : Tommy Chase
- Spencer Rochfort (VF : Philippe Catoire) : Brett Richardson
- Graham Heywood (VF : Jean-Claude Robbe) : Arthur Small
- John Vernon (VF : Marc Cassot) : M. Smith
- Christa Sauls (VF : Michèle Lituac) : Joanna Barnes
- Lydie Denier (VF : Martine Irzenski) : Nicole Bernard
- Pedro Armendariz Jr. : le colonel Rodriguez
- Christopher Neame : Steinholtz
- Fabio Lanzoni : Claudio

## Épisodes

### Première saison (1993-1994)
1. Échec et mat (1re partie) (Code Name: Checkmate [1/2])
2. Échec et mat (2e partie) (Code Name: Checkmate [2/2])
3. Lune de miel (Code Name: Honeymoon Lost)
4. Une école très spéciale (Code Name: Strange Bedfellow)
5. Poker de dames (Code Name: Million Dollar Ladies)
6. Intuition féminine (Code Name: Feminine Intuition)
7. Opération Dragon (Code Name: Desert Dragon)
8. Archangel (Code Name: Archangel)
9. Victoire verte (Code Name: Arabesque)
10. Illusion parfaite (Code Name: Body Double)
11. Le Surhomme (Code Name: Perfect Specimen)
12. Les Amazones (Code Name: Easy Riders)
13. Le Réveil de l'espion (Code Name: Rip Van Winkle)
14. Les Touristes (Code Name: The Stalking Horse)
15. Le Piège (Code Name: Frameup)
16. Le Revenant (Code Name: Ghosts)
17. Un coin de paradis (Code Name: Stranded)
18. Une vieille amitié (Code Name: Shamrock)
19. Le Tournoi (1re partie) (Code Name: Stalemate [1/2])
20. Le Tournoi (2e partie) (Code Name: Stalemate [2/2])
21. Une plongée dangereuse (Code Name: Deep Six)
22. Une affaire compliquée (Code Name: Assassin)

### Deuxième saison (1996-1997)
1. Raven (1re partie) (Code Name: The Raven [1/2])
2. Raven (2e partie) (Code Name: The Raven [2/2])
3. La Lance de la destinée (Code Name: Spear of Destiny)
4. Le Combat de trop (Code Name: Day of the Dead)
5. Une fille de rêve (Code Name: Dream Girl)
6. Le Club de la mort (Code Name: The Killing Club)
7. Un mari très demandé (Code Name: Mr. Paradise)
8. La Disparition (Code Name: The Mouse That Squeaked)
9. Billet vert (Code Name: Easy Green)
10. L'Appât (Code Name: Dangerous Bait)
11. Trafic d'armes (Code Name: Million Dollar Man)
12. Amour trahi (Code Name: Death of a Friendship)
13. Le Contrat du siècle (Code Name: Sister Soothsayer)
14. Drôle de chantage (Code Name: Hot Chains)
15. Réunion de famille (Code Name: Till Death Do Us Part)
16. Le Vol des diamants (Code Name: Cumshaw)
17. Kidnapping (Code Name: Phantom)
18. Funérailles dorées (Code Name: Bucket of Blood)
19. La Belle et le Ravisseur (Code Name: Cult Zero)
20. Coup du sang (Code Name: Blood Ties)
21. Matador (Code Name: Matador)
22. Le Champion de tennis (Code Name: Juice)
23. Une cible de choix (Code Name: Lollipop, Lollipop)
24. Salut l'artiste (Code Name: The Stolen Leg)
25. Le Vol 401 (Code Name: Flight 401)
26. Je me souviens (Code Name: I Remember)